# 中国共产党中央军事委员会前方分会
中国共产党中央革命军事委员会前方分会（简称“前方军分会”、“军委前方分会”、“军委八路军分会”）是抗日战争前期中国共产党中央革命军事委员会在华北敌后的派出军事领导机构。

## 历史
1937年8月25日中国工农红军改编为国民革命军第八路军，开赴华北抗日前线。为保证党对八路军的绝对领导，8月29日，中共中央发出《关于成立前方军委分会及各师成立军政委员会的决定》，前方军委分会由朱德、彭德怀、任弼时（八路军野政主任）、张浩（一二九师政治部主任）、林彪、聂荣臻、贺龙、刘伯承、关向应（一二零师政治部主任）9人组成，朱德任书记，彭德怀任副书记，受中央军委统辖。八路军3个师分别成立军政委员会，受前方军委分会统辖。
平型关战斗后，1937年10月8日前方军分会下发了《目前华北战争形势与我军任务的指示》，内容说如果国民党改善在山西的军事领导，动员群众，加上八路军的积极影响和配合，“取得晋北战役的胜利”，争取 “战略上的反攻”，就可以“改变华北战局”，并提出八路军“必须依据独立自主的运动游击战机动果敢的作战原则”。对于华北军分会的这一指示，1937年10月17日毛泽东和张闻天迅即发电给朱德、彭德怀、任弼时（当时任八路军政治部主任在前方）并告周恩来：“军分会十月八日指示文件，有原则错误，望停止传达。”1945年中共华北地方军队同志座谈会认为“这个指示有轻敌速胜观点”，“没有充分估计到日本侵华各方面的准备(政治上、经济上，尤其是军事力量上)，同时也过高估计了国民党军队的力量及其进步性；放松以我为主，自力更生，发动群众组织游击战争和做长期艰苦斗争的精神准备工作。《彭德怀自述》指出，“当时军分会的同志，都没有把敌后游击战争提到战略上来认识，对于毛泽东同志在洛川提出的‘以游击战为主，不放松有利条件下的运动战’这个方针，认识也是模糊的”。 1959年庐山会议，毛泽东还对前方军分会下发的小册子不能释怀，说它“不同意中央在洛川会议定的游击战为主的战略方针”，并说“这个小册子曾为王明所利用”。 
1937年12月6日，中央军委华北军分会议在山西洪洞高公村八路军总部召开，朱德、任弼时、张浩、林彪、聂荣臻、贺龙、刘伯承、关向应等出席。1938年1月3日《陈赓日记》记述了彭德怀向前方军分会传达中央政治局十二月会议精神：“读德怀同志传达中央政治局会议之一部，深感过去对统一战线的认识确有模糊之处，以致在运用上发生缺点，而且引起了友党政府发生不必要摩擦，……抗战是每个中国人的共同要求，目前是抗日高于一切，统战是抗日的基本要素(特别是以国共合作为基础的统战)，因此一切服从统战的利益，过去对国民党的转变确是估计不足……”。此次会议亦称“临汾会议”或“华北军分会全体会议”。1938年1月6日至8日，中共中央北方局、中央军委华北军分会扩大会议在高公村召开，刘少奇、朱德、彭德怀、任弼时、张浩、邓小平、林彪、贺龙、刘伯承、彭真、萧克、彭雪枫等出席会议，传达中共中央政治局十二月会议精神。
1941年4月16日，根据中共中央军委命令，前方军分会改称华北军委分会，简称“华北军分会”，朱德、彭德怀、左权、罗瑞卿、滕代远、陆定一6人组成华北军委分会，朱德为分会主席，彭德怀为副主席。
1945年2月24日，中共中央决定撤销华北军分会，由各中央局直接领导各大军区。

## 纪念
八路军总部驻马牧旧址位于洪洞县马二村，设有“八路军总部会议室(华北军分会议旧址)”“华北军分会参会首长居室”等景点。